# مقدمة ابن الصلاح
مقدمة ابن الصلاح من أهم كتب علم الحديث ويسمى معرفة أنواع علوم الحديث ألفه الحافظ أبو عمرو عثمان بن عبد الرحمن بن موسى الكردي الشهرزوري المشهور بابن الصلاح والمتوفى سنة (643هـ).

## تمهيد
اعتنى ابن الصلاح بكتاب معرفة علوم الحديث لأبي عبد الله الحاكم النيسابوري فأقرأه في دار الحديث، وأملى عليه حواشٍ وتعليقات، وتصويبات واستدراكات، وبالغ في العناية بهذا الكتاب فوقف على روايات ولم تقف عناية ابن الصلاح وتأثره بكتاب الحاكم حد الرواية والتدريس، بل تجاوز ذلك إلى حد التأثر في ما يورده من مواد، بل وفي تسمية كتابه، فإنّ كتاب مقدمة ابن الصلاح هذا قد ثبت اسمه بعض النسخ المخطوطة ومنها نسخة الحافظ ابن عبد الرحيم العراقي: معرفة علوم الحديث. وكتاب ابن الصلاح عمدة في هذا الباب، لا يحصى كم مشتغل به، ما بين شارح ومختصر، ومنكِّت ومقرر، وهو في الحقيقة قد اعتمد في كتابه هذا على معرفة علوم الحديث اعتمادا كبيرا جدا، وله العذر في ذلك فهو يرى الحاكم أهلا للاقتداء في التأليف، الاتساء في المنهج، ولقد استقى منهجه في تأليف المقدمة من الحاكم، لكنه نقَّح وهذَّب، وتلافى ما زلَّ فيه الحاكم وتعثر، فلذلك ذاع كتابه وانتشر.
وقال عنه ابن حجر: «فاجتمع في كتابه ما تفرق في غيره فلهذا عكف الناس عليه وساروا بسيره، فلا يحصى كم ناظم له ومختصر، ومستدرك عليه ومقتصر، ومعارض له ومنتصر».
وقال عنه الباحث زهير ظاظا: "وعنوان الكتاب كما سماه ابن الصلاح: أنواع علوم الحديث. وقد جرى الحفاظ على تسميته بمقدمة ابن الصلاح لأن علوم الحديث قد اختص كل علم منها بمصنفات مفردة، فجاء ابن الصلاح واستصفى خلاصاتها وقدمها في كتاب واحد. قال الحافظ ابن حجر: "واعتنى فيه بتصانيف الخطيب البغدادي المتفرقة، فجمع شتات مقاصدها، وضم إليها من غيرها نخباً وفوائد."

## اعتناء العلماء بمقدمة ابن الصلاح
قال عنه ابن حجر: «فاجتمع في كتابه ما تفرق في غيره، ولا يحصى كم ناظم له ومختصر، ومستدرك عليه ومقتصر، ومعارض له ومنتصر». وقد كتب الكثير شرحًا وتعليقًا على المقدمة، ومنها: الإرشاد ليحيى بن شرف النووي، لخص فيه مقدمة ابن الصلاح ثم لخصه في كتاب التقريب والتيسير لأحاديث البشير النذير، وشرح الحافظ ابن حجر العسقلاني الإفصاح على نكت ابن الصلاح ويسمى النكت على كتاب ابن الصلاح، ونخبة الفكر وشرحه نزهة النظر وكلاهما للحافظ ابن حجر، وتدريب الراوي شرح تقريب النووي للحافظ جلال الدين عبد الرحمن السيوطي.
فحظي الكتاب باهتمام علماء الحديث فهذبوه أو اختصروه أو نظموه شعراً من هؤلاء:
1. الإرشاد للنووي اختصر فيه مقدمة ابن الصلاح.
2. التقريب للإمام النووي لخص فيه كتاب الإرشاد.
3. اختصار علوم الحديث للحافظ إسماعيل بن عمر الشهير بابن كثير
4. الخلاصة للطيبي لخص فيه مقدمة ابن الصلاح.
5. المنهل الروي لبدر الدين بن جماعة لخص فيه مقدمة ابن الصلاح (مخطوط).
6. محاسن الاصطلاح وتضمين كتاب ابن الصلاح لشيخ الإسلام البلقيني
7. النكت للزركشي على مقدمة ابن الصلاح. مخطوط.
8. التقييد والإيضاح لما أطلق وأغلق من كتاب ابن الصلاح للحافظ زين الدين عبد الرحيم بن الحسين العراقي
9. المقنع لابن الملقن وهو تلخيص لمقدمة ابن الصلاح.
10. ألفية الحديث للحافظ عبد الرحيم العراقي وشرحاه وهما مطبوعان.
11. النكت لابن حجر على مقدمة ابن الصلاح
12. تدريب الراوي شرح تقريب النواوي للحافظ جلال الدين عبد الرحمن السيوطي.

## مقتطفات من الكتاب
ذكر ابن الصلاح في الكتاب "65" نوعًا من علوم الحديث. وهذه بعض أنواعه:
- الحديث الصحيح: فهو الحديث المسند الذي يتصل إسناده بنقل العدل الضابط عن العدل الضابط إلى منتهاه ولا يكون شاذا ولا معللا، وفي هذه الأوصاف احتراز عن المرسل والمنقطع والمعضل والشاذ وما فيه علة قادحة وما في راوية نوع جرح.
- الحديث الحسن: ما عرف مخرجه واشتهر رجاله. وعليه مدار أكثر الحديث وهو الذي يقبله أكثر العلماء ويستعمله عامة الفقهاء، وهو على نوعين.

1. الحديث الذي لا يخلو رجال إسناده من مستور لم تتحقق أهليته غير أنه ليس مغفلا كثير الخطأ فيما يرويه ولا هو متهم بالكذب في الحديث - أي لم يظهر منه تعمد الكذب في الحديث ولا سبب آخر مفسق - ويكون متن الحديث مع ذلك قد عرف بأن روي مثله أو نحوه من وجه آخر أو أكثر حتى اعتضد بمتابعة من تابع راويه على مثله أو بما له من شاهد وهو ورود حديث آخر بنحوه فيخرج بذلك عن أن يكون شاذا ومنكرا وكلام الترمذي على هذا القسم يتنزل.
2. أن يكون راويه من المشهورين بالصدق والأمانة غير أنه لم يبلغ درجة رجال الصحيح لكونه يقصر عنهم في الحفظ والإتقان وهو مع ذلك يرتفع عن حال من يعد ما ينفرد به من حديثه منكرا ويعتبر في كل هذا - مع سلامة الحديث من أن يكون شاذا ومنكرا - سلامته من أن يكون معللا.

كل حديث لم يجتمع فيه صفات الحديث الصحيح ولا صفات الحديث الحسن المذكورات فيما تقدم وقصر عن مرتبتهما فهو حديث ضعيف.
- المتصل: وهو الذي اتصل إسناده فكان كل واحد من رواته قد سمعه ممن فوقه حتى ينتهي إلى منتهاه.
- المرفوع: ما أضيف إلى رسول الله ﷺ خاصة.
- الموقوف: ما يروي عن الصحابة م من أقوالهم أو أفعالهم ونحوها فيوقف عليهم ولا يتجاوز به إلى رسول الله.
- المقطوع: ما جاء عن التابعين موقوفا عليهم من أقوالهم أو أفعالهم.
- المرسل: حديث التابعي الكبير الذي لقي جماعة من الصحابة وجالسهم (كعبيد الله بن عدي بن الخيار) ثم (سعيد بن المسيب) وأمثالهما إذا قال: قال رسول الله ﷺ.
- المنقطع وأكثر ما يوصف بالانقطاع: ما رواه من دون التابعين عن الصحابة مثل مالك عن ابن عمر ونحو ذلك.
- المعضل (بالفتح): وهو عبارة عما سقط من إسناده اثنان فصاعدا.
- الإسناد المعنعن وهو الذي يقال فيه (فلان عن فلان).
- الشاذ: أن يروي الثقة حديثا يخالف ما روى الناس.
وذكر الحاكم أبو عبد الله الحافظ: أن الشاذ هو الحديث الذي يتفرد به ثقة من الثقات وليس له أصل بمتابع لذلك الثقة.
- المنكر ينقسم قسمين:

1. المنفرد المخالف لما رواه الثقات.
2. وهو الفرد الذي ليس في راويه من الثقة والإتقان ما يحتمل معه تفرده.

## وصلات خارجية
- مقدمة ابن الصلاح في مكتبة صيد الفوائد
- كتاب النكت على ابن الصلاح لابن حجر
- علوم الحديث في القرن السابع من الشبكة الإسلامية